# Acido carminico
L'acido carminico è un glucoside antrachinonico dall'intenso colore rosso, nella normativa europea e catalogato come additivo alimentare E120.

## Preparazione
Viene estratto dalla cocciniglia con acqua calda. Successivamente viene trattato con sali di alluminio al fine di ottenere una lacca dal colore più brillante. La lacca viene precipitata per aggiunta di etanolo, in questo modo si ottiene una polvere solubile in acqua.

## Utilizzi
Viene utilizzato come colorante alimentare e tessile, ad esempio dà il colore tipico all'alchermes e alle giubbe rosse. 
Dato l'elevato costo viene in molti casi sostituito con coloranti azoici di sintesi.